# Песк'єра-дель-Гарда
Песк'єра-дель-Гарда, Песк'єра-дель-Ґарда (італ. Peschiera del Garda, вен. Peschiera del Garda) — муніципалітет в Італії, у регіоні Венето, провінція Верона.
Песк'єра-дель-Гарда розташований на відстані близько 420 км на північ від Рима, 130 км на захід від Венеції, 25 км на захід від Верони.
Населення — 10 252 особи (2014).
Щорічний фестиваль відбувається 11 листопада. Покровитель — святий Мартин.

## Демографія
Населення за роками:

Станом на 1 січня 2023 року в муніципалітеті офіційно проживало 1258 іноземців з 67 країн, серед них 434 громадяни країн Євросоюзу та 33 громадяни України.

## Уродженці
- Фабіо Тесті (*1941) — італійський кіноактор
- Мараш Кумбулла (*2000) — албанський футболіст, захисник.

## Сусідні муніципалітети
- Кастельнуово-дель-Гарда
- Дезенцано-дель-Гарда
- Понті-суль-Мінчіо
- Поццоленго
- Сірміоне
- Валеджо-суль-Мінчіо